# Kalmreuth
Kalmreuth ist Ortsteil des Marktes Floß im Bezirk Oberpfalz im Landkreis Neustadt an der Waldnaab.

## Geographische Lage
Das Dorf Kalmreuth liegt ungefähr zwei Kilometer nördlich von Floß auf dem Südufer des Schwarzenbaches westlich der Staatsstraße 2181.

## Geschichte

### 13. und 14. Jahrhundert
Kalmreuth (auch: Cholbenreut, Kalbenreut, Kolbenried) wurde im niederbayerischen Salbuch aufgeführt.
Heinrich Stuergrans wurde als Besitzer von 3 Höfen in Kalmreuth genannt.
Für diese musste er als Steuer abgeben: 6 mutt Korn (Roggen) und Weizen, 3 Schweine, 15 mutt Hafer, 3 mutt Hopfen.
Dieses Salbuch stammt aus der Zeit zwischen 1269 und 1320.
In diesem Verzeichnis wurden folgende zu Floß gehörigen Ortschaften genannt:
Bergnetsreuth, Boxdorf, Diepoltsreuth, Ellenbach, Gösen, Grafenreuth, Hardt, Haupertsreuth, Kalmreuth, Niedernfloß, Oberndorf, Pauschendorf, Ritzlersreuth, Schlattein, Schönberg, Weikersmühle, Welsenhof, Würnreuth, Würzelbrunn.
Kalmreuth wurde auch im Böhmischen Salbüchlein genannt.
Ulrich Stürgrans wurde als Besitzer von 4 Höfen in Kalmreuth und Schwarzenbach (später eingegangen) genannt.
Die Steuer dafür betrug: 8 mutt Korn (Roggen) und Weizen, 4 Schweine, 20 mutt Hafer, 4 mutt Hopfen, 1/2 Achtl Mohn, 240 Eier, 32 Käse.
Das Böhmische Salbüchlein enthielt Aufzeichnungen aus der Zeit von 1366 bis 1373 für alle Ortschaften, die im oben zitierten niederbayerischen Salbuch genannt wurden und zusätzlich Plankenhammer als hamer zu Mekenhofen.

### 15. bis 17. Jahrhundert
Kalmreuth war Landsassengut.
1403 verlieh König Ruprecht Kalmreuth an Konrad Armannsreuther.
Kalmreuth gehörte zur Burghut Floß.
Ab der Mitte des 15. Jahrhunderts bis in die zweite Hälfte des 17. Jahrhunderts blieben die Schirndinger Gutsherren von Kalmreuth.
1452 erhielt Mathes Schirndinger Kalmreuth zu Lehen.
1501 erhielten die Brüder Melchior und Kaspar Schirndinger das Burggut Kalmreuth von ihrem Vater Jörg Schirndinger als bayerisches Lehen.
1560 und 1570 hatte Balthasar von Schirnding Kalmreuth zu Lehen.
1582 und 1586 hatte Hans Erhard von Schirnding Kalmreuth zu Lehen.
1598 erhielt Joh. Casimir Wurmrauscher zu Fraunberg und Pfalzpaint an Stelle von Fabian von Schirnding Kalmreuth zu Lehen.
Ein Salbuch aus dem Jahr 1598 erwähnt das Burggut Kalmreuth mit einer Mühle und acht Mannschaften.
1685 starb der letzte männliche Erbe des Landsassengutes Kalmreuth aus dem Geschlecht der Schirndinger, Johann Friedrich von Schirnding auf Kalmreuth.
Damit fiel das Landsassengut Kalmreuth an Pfalzgraf Christian August zurück.
Es wurde in der Folge an Andreas Lazarus von Imhof vergeben.
Er war sulzbachischer Hofrat und Lehensprobst im Fürstentum Sulzbach und seit 1687 Pfleger des Amtes Floß.

### 18. Jahrhundert bis Gegenwart
1703 ging das Gut Kalmreuth an Georg Christoph von Grafenreuth.
Eine Beschreibung des Fürstlichen Pflegamtes Floßerbürg aus dem Jahr 1704 verzeichnete für
Kalmreuth 7 Mannschaften, 4 Gütlein, 3 Häusel.
Georg Christoph von Grafenreuth verkaufte Kalmreuth kurz vor seinem Tod am 6. März 1736 an Christian Friedrich von Podewils. Christian von Podewils, der Sohn von Christian Friedrich von Podewils, hatte das Gut Kalmreuth über die Jahrhundertwende in seinem Besitz.
Eine Gutsbeschreibung aus dem Jahr 1799 gibt für Kalmreuth an 14 Häuser, 16 Untertanen und etwas abseits gelegen die Geiermühle. Um 1800 war Kalmreuth ein gutsherrschaftliches Dorf mit Schloss, Bierschankhaus, Hirtenhaus, 14 Häusern, 100 Einwohnern.
Eine Handwerkstabelle des Jahres 1800 gab Auskunft über die Anzahl der Handwerksmeister, Gesellen und Lehrlinge im Amt Floß. In Kalmreuth gab es 1 Schneidermeister, 2 Leinenwebermeister.
Anfang des 19. Jahrhunderts wurde Kalmreuth Steuerdistrikt.
Zum Steuerdistrikt Kalmreuth gehörte außer Kalmreuth noch die Einöde Geiermühle.
Der Steuerdistrikt Kalmreuth hatte insgesamt 108 Einwohner und 18 Wohngebäude.
In Kalmreuth gab es ein Schloss, 2 Schneider, 2 Zeugmacher, 1 Bierzäpfler.
Es wurden Winter- und Sommerkorn, Weizen, Gerste und Erbsen angebaut.
Kalmreuth gehörte zur Ruralgemeinde Schlattein.
Die unmittelbare Landgemeinde Schlattein bestand aus den Dörfern Kalmreuth und Schlattein, den Weilern Auerberg und Ellenbach und der Einöde Geiermühle.
1819 verkaufte Freiherr Franz von Podewils das Rittergut Kalmreuth an den königlichen Kämmerer August Freiherr Voit von Salzburg aus Ansbach.
Die Ortschaft Kalmreuth hatte 1817 103 Einwohner und 17 Wohngebäude, 1861 119 Einwohner und 1961 102 Einwohner und 23 Wohngebäude.
Am 1. Januar 1972 wurde die Gemeinde Schlattein und damit auch Kalmreuth in den Markt Floß eingegliedert.

## Hausnamen in Kalmreuth
- Wirth: Kalmreuth 1, in früheren Zeiten befand sich auf diesem Hof die Gastwirtschaft und die Brauerei des Gutshofes des Freiherrn von Voit.
- Mühl Willy: Kalmreuth 2, die Vorfahren, die früher auf dem Hof saßen, waren Mühlenbauer. Sie bauten handbetriebene Windmühlen zum Säubern des Getreides.
- Seitz: Kalmreuth 6, die Besitzer vor 1827 hießen Seitz.
- Lipp: Kalmreuth 10, der frühere Besitzer hieß Johann Philipp Schneider, Lipp = Abkürzung von Philipp.
- Packter (Pachter): Kalmreuth 12, ein früherer Besitzer pachtete größere Grünflächen vom Gutsbesitzer Freiherr von Voit.
- Kreinermichel: Kalmreuth 15, ein früherer Besitzer hieß Michael Kreiner.
- Gärtner: Kalmreuth 16, die Vorfahren arbeiteten als Gärtner im Schlossgut des Freiherrn von Voit.
- Urschl – Michl: Kalmreuth 20, ein Ehepaar Ursula und Michael betrieb auf dem Anwesen ein Semmellager.[20]